# (70955) 1999 XX2
1999 أكس أكس 2 (ويعرف أيضًا باسم (70955) 1999 أكس أكس 2 وفق تسمية الكوكب الصغير) (بالإنجليزية: 1999 XX2)‏ هو كويكب ضمن حزام الكويكبات؛ وترتيبه 70955 من حيث الاكتشاف.
اكتُشف هذا الجُرم الفلكي بواسطة ماسح السماء كاتالينا في 4 ديسمبر 1999.

## وصلات خارجية
- (70955) 1999 XX2 في قاعدة بيانات مختبر الدفع النفاث لأجرام النظام الشمسي الصغيرة

- الاكتشاف · مخطط المدار ·  العناصر المدارية · المعلمات المادية

- (70955) 1999 XX2 على موقع ويكي سكاي: DSS2, SDSS, GALEX, IRAS, Hydrogen α, X-Ray, Astrophoto, Sky Map, Articles and images